# Erosión fluvial

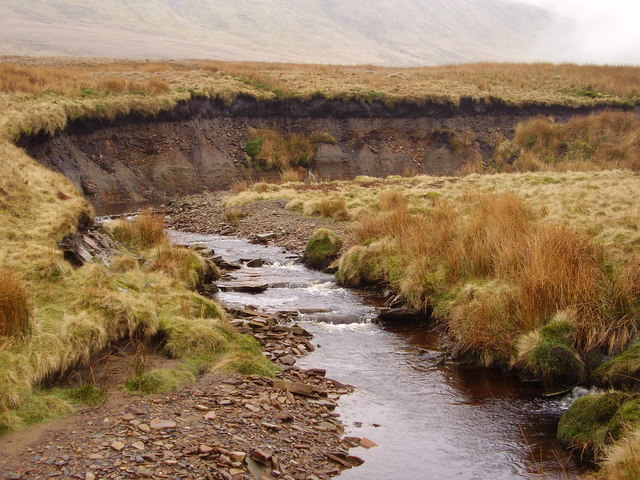
Ejemplo de erosión fluvial en Reino Unido

Las aguas fluviales (o de ríos)  constituyen un agente erosivo de primera magnitud. El agua continental fluye, en gran parte, en forma de ríos que discurren sobre la superficie, o de corrientes subterráneas, desgastando los materiales que hay por donde pasan y arrastrando los restos o sedimentos en dirección hacia las partes más bajas del relieve, dejándolos depositados en diversos lugares. formando terrazas, conos de deyección y, en definitiva, modelando el paisaje.
El agua de las corrientes fluviales puede crear cascadas, grutas, desfiladeros, meandros, cañones, deltas, estuarios, entre otros. En ocasiones inunda determinadas regiones más o menos amplias del territorio causando desastres económicos y víctimas, a pesar de lo cual, los seres humanos casi siempre se han asentado en las márgenes de los ríos, lagos o manantiales, con el fin
de garantizar un suministro adecuado de agua.

## La acción erosiva de los ríos

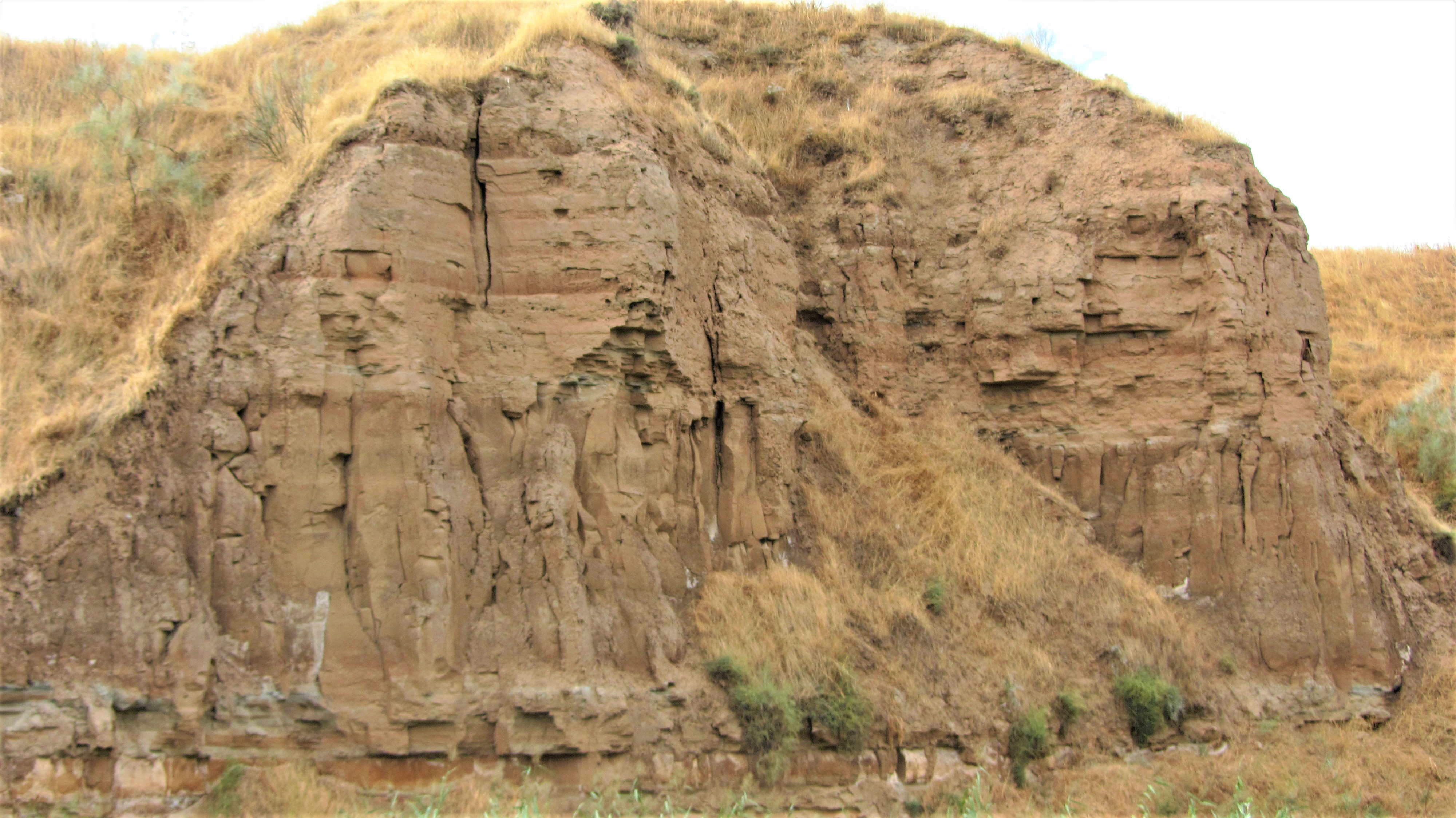
Erosión en la ribera del río Henares.

La erosión es debida a la corriente del agua y que en su mayor parte es proporcional a las pendientes del relieve y, en el caso de los ríos, a su perfil longitudinal, por lo cual, suele dividirse en las tres partes o tramos en que se divide, en forma natural, el curso de un río (curso superior, medio e inferior). Como señala el libro de Mª José Aguilera Arilla y otros (), las aguas de un río transportan su carga de dos maneras:
- Superficial, por disolución (arcillas) y suspensión de los materiales sólidos.
- En el fondo del cauce por arrastre (arenas) y saltación (bloques y cantos rodados).

Así, hay una primera etapa en el curso alto del río en donde la erosión mecánica provocada por el agua y los materiales que arrastra es muy intensa. En la segunda etapa, de transporte, la erosión mecánica sigue activa pero empieza a actuar la sedimentación. Finalmente, en el curso bajo predomina la sedimentación de los materiales transportados, la erosión mecánica se reduce muchísimo y prácticamente solo actúa la sedimentación.
La acción erosiva de un río se debe a la energía del agua. Es capaz de arrancar trozos de roca que, al ser arrastrados por la corriente, actúan como un martillo sobre el cauce del río, desprendiendo nuevos fragmentos. Como el cauce no es regular, se suelen producir remolinos que arrastran arenas y gravas, puliendo el fondo del río y creando cavidades. Estos remolinos magnifican el poder erosivo del agua el cual se debe, casi exclusivamente, a la turbulencia
del agua.
Otras veces, la pendiente elevada hace que el agua forme saltos, cascadas o cataratas, algunas de las cuales llegan a tener casi 1000 metros de altura. La zona del salto retrocede gradualmente agua arriba a medida que se desgasta por la erosión regresiva. En otros casos, cuando el curso se encuentra con grandes obstáculos, el agua "busca" las zonas más frágiles, las desgasta y forma desfiladeros o cañones.

En terrenos calcáreos es frecuente la aparición de cuevas subterráneas causadas por la disolución de la caliza por el agua acidulada (ácido carbónico, principalmente) del agua, que transforma el carbonato insoluble en bicarbonato soluble.

## Meandros

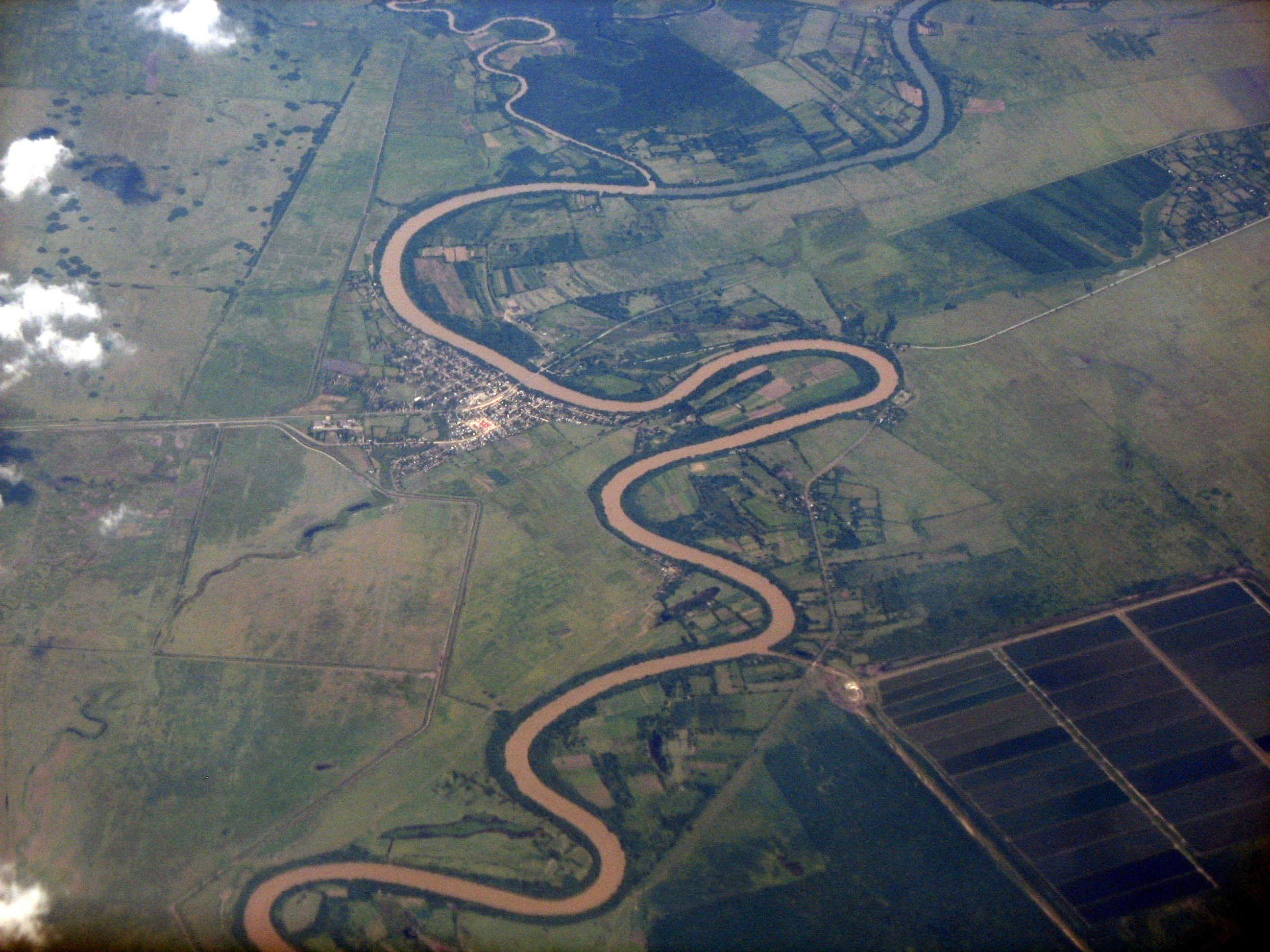
Meandros del río Cauto,Cuba.

El resultado de la erosión consiste en materiales más o menos finos que el agua arrastra a lo largo del curso del río. En el curso medio empiezan a depositarse cuando la fuerza de la corriente no es capaz de mantener estas partículas en suspensión.

Pero la fuerza erosiva actúa después sobre estos depósitos y los desgasta más por la zona en que la velocidad del agua es mayor, mientras deposita nuevos materiales donde es más débil. El resultado final son unos depósitos de forma sinuosa que llamamos meandros. Con el tiempo y las crecidas, el río puede volver a abrirse paso en línea recta, dejando en sus márgenes lagunas en forma de media luna o lagos de herradura. En los meandros, en las riberas cóncavas predomina la erosión y en las convexas, la deposición de sedimentos.

## La desembocadura

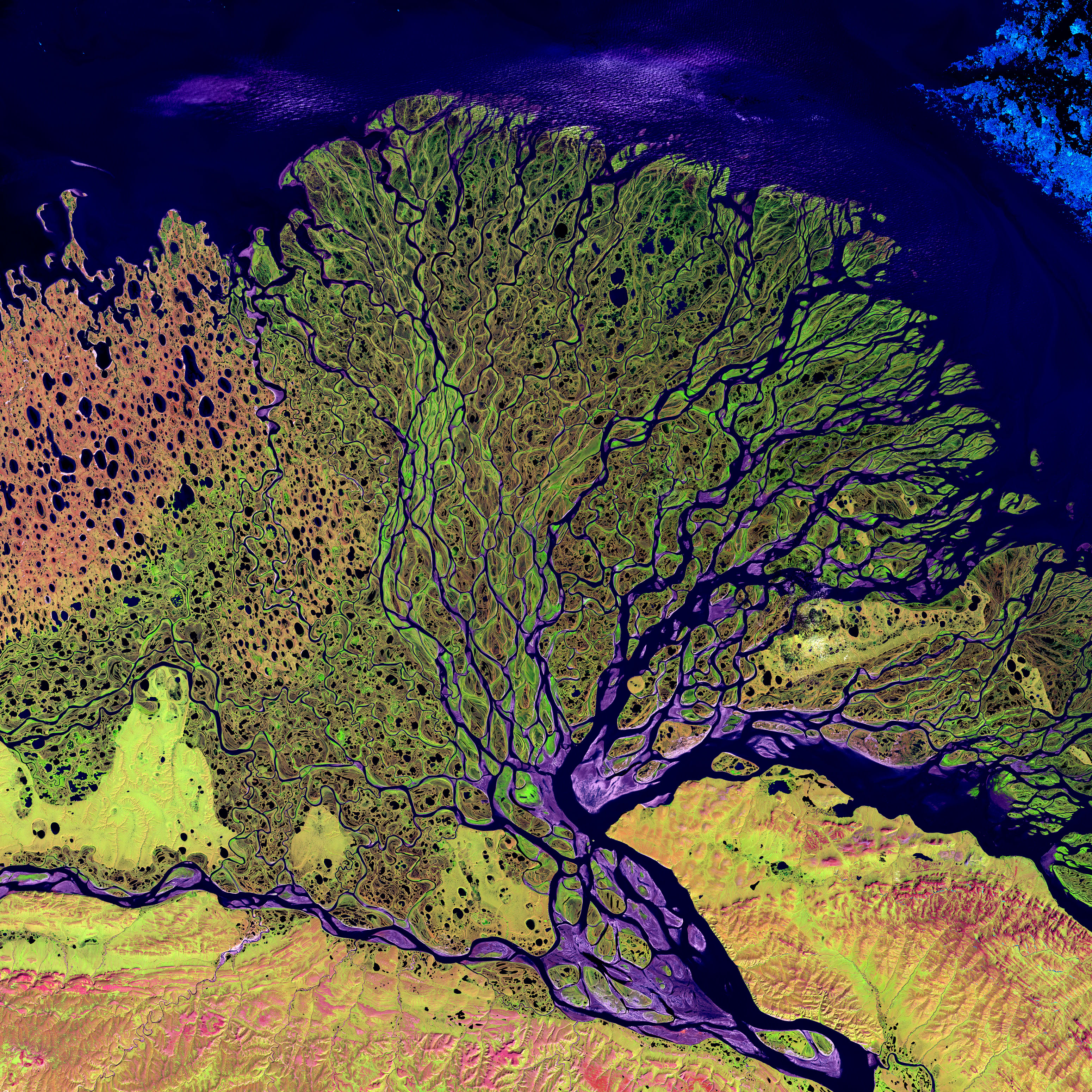
Delta del río Lena

El final del proceso erosivo fluvial tiene lugar en la desembocadura del río. En esta desembocadura pueden darse dos casos: delta y estuario. El delta es el resultado de la oposición de las aguas del mar a la penetración de las aguas fluviales. Dicha oposición frena el avance de las aguas del río disminuyendo su capacidad de arrastrar de sedimentos.

En muchos casos, sobre todo en grandes ríos con mucha erosión, los materiales más finos se depositan en la desembocadura formando un delta. Los deltas son, pues, terrenos sedimentarios extensos en los cuales hay un equilibrio constante entre la fuerza destructiva de la corriente y el depósito de nuevos materiales.

## Tipos de erosión fluvial
La erosión fluvial se puede clasificar en:
- Erosión general. Se denomina erosión general, al descenso general del lecho debido a un aumento de la capacidad de transporte de una corriente en crecidas. Afecta a tramos largos del cauce y sería la única erosión en un cauce recto, prismático y sin ninguna singularidad. Este fenómeno es todavía poco conocido.
- Erosión por estrechamiento del cauce. Este tipo de erosión en las aproximaciones a distintas obras, como por ejemplo a puentes, encauzamientos, etc. Al reducirse el ancho de la sección, la corriente aumenta su velocidad y por ende aumenta el transporte de sedimentos, el tirante aumenta y puede variar la pendiente del fondo a partir de la contracción.
- Erosión por curva del cauce. En las curvas de los cursos de agua se produce una corriente secundaria, a causa de la fuerza centrífuga, que aumenta el poder erosivo en la parte externa de la curva, donde se alcanzan profundidades mayores.
- Erosión localizada. La erosión local se explica por la acción de un flujo complejo que requiere consideraciones bi o tridimensionales de las velocidades. Se presenta asociada a singularidades u obstáculos y no afecta a las condiciones generales del flujo. Posee fuerte turbulencia y puede desarrollar grandes vórtices.